# Colocleora indivisa
Colocleora indivisa är en fjärilsart som beskrevs av Louis Beethoven Prout 1927. Colocleora indivisa ingår i släktet Colocleora och familjen mätare. Inga underarter finns listade i Catalogue of Life.